# Fast sicher
Fast sicher ist ein Begriff der Wahrscheinlichkeitstheorie und Spezialfall des Begriffs fast überall aus der Maßtheorie. Ein zufälliges Ereignis, das mit Wahrscheinlichkeit eins eintritt, wird fast sicher genannt. Entsprechend heißt ein Ereignis fast unmöglich, wenn die Wahrscheinlichkeit seines Eintretens null ist. Diese Begriffe spielen beispielsweise bei der fast sicheren Konvergenz von Zufallsvariablen eine wichtige Rolle, wie sie in der Situation des Gesetzes der großen Zahlen auftritt.

## Definition
In einem Wahrscheinlichkeitsraum {\displaystyle (\Omega ,\Sigma ,P)} heißt ein Ereignis {\displaystyle E\in \Sigma } fast sicher, wenn
{\displaystyle P(E)\;=\;1}
gilt. Äquivalent hierfür ist die Bedingung {\displaystyle P(E^{C})=0}.
Es heißt fast unmöglich, wenn gilt:
{\displaystyle P(E)\;=\;0.}
Äquivalent hierfür die Bedingung {\displaystyle P(E^{C})=1}.
Nicht jedes fast sichere Ereignis muss notwendig eintreten, sondern es tritt auf einer Menge vom Maß eins auf. Das sichere Ereignis {\displaystyle E=\Omega } ist auch fast sicher, da es mit Wahrscheinlichkeit eins eintritt.
Ein fast unmögliches Ereignis kann möglicherweise eintreten, aber nur auf einer Menge vom Maß null. Das unmögliche Ereignis {\displaystyle E=\emptyset } ist auch fast unmöglich.

## Beispiele
Bei einer Gleichverteilung auf dem Intervall {\displaystyle [0,1]\subset \mathbb {R} } gilt:
- Die Wahrscheinlichkeit, genau eine bestimmte Zahl {\displaystyle x\in [0,1]} zufällig zu treffen, ist 0, obwohl dieses Ereignis nicht unmöglich ist. Entsprechend ist die Wahrscheinlichkeit, irgendeine Zahl außer {\displaystyle x} zu treffen, gleich 1, aber dieses Ereignis wird nicht notwendig eintreten.
- Auch die Wahrscheinlichkeit, irgendeine rationale Zahl in {\displaystyle [0,1]} zu treffen, ist 0, da es in diesem Bereich nur abzählbar unendlich viele rationale Zahlen gibt, deren Menge also nur das Lebesgue-Maß 0 hat. Dagegen ist die Wahrscheinlichkeit, irgendeine irrationale Zahl zu treffen, gleich 1, obwohl dieses Ereignis nicht eintreten muss.